# Malone (Nova Iorque)
Malone é uma vila do Estado de Nova Iorque, nos Estados Unidos. Localiza-se no Condado de Franklin, e na Municipalidade de Malone. Sua área é de 3,11 milha quadradas (8,1 km2) e sua população, segundo o censo de 2020, é de 5 483 habitantes.